# Bibliographie sur l'Afrique

## Généralités
- (en + fr) « Cahiers d'Études africaines » — 1960-2010
- (en + fr) « Cahiers d'Études africaines » — depuis 2000

- René Dumont, L'Afrique noire est mal partie, Seuil, 1962
- René Dumont, Pour l'Afrique, j'accuse, Plon, coll. « Sciences humaines », 1986
- Alain Dubresson, Jean-Yves Marchal et Jean-Pierre Raison, Les Afriques au sud du Sahara, Belin-Reclus, coll. « Géographie Universelle », 1994
- Boubacar Boris Diop, Odile Tobner et François-Xavier Verschave, Négrophobie, Les arènes, 2005
- Jacques Nougier, Carnet d'afriques, Paris/Budapest/Torino, L'Harmattan, 2006, 160 p. (ISBN 2-296-01569-7)
- Philippe Leymarie et Thierry Perret, Les 100 clés de l'Afrique, Hachette littérature, coll. « Grand pluriel », 2006, epub
- Georges Courade (dir.), L'Afrique des idées reçues, Paris, Belin, 2006, 399 p. (ISBN 978-2-7011-4321-7)
- L’État de l’Afrique 2012 (Hors Série no 30), Jeune Afrique, 2012, 178 p.
- Rahmane Idrissa et Jean-Joseph Boillot, L'Afrique pour les nuls, First éditions, 2015, epub

## Histoire

### Histoire générale de l'Afrique
- Joseph Ki-Zerbo (dir.), Histoire générale de l'Afrique, vol. 1 : Méthodologie et préhistoire africaine, UNESCO, 1990
- G. Mokhtar (dir.), Histoire générale de l'Afrique, vol. 2 : Afrique ancienne, UNESCO, 1990
- Mohammed El Fasi (dir.) et Ivan Hrbek (codir.), Histoire générale de l'Afrique, vol. 3 : L’Afrique du VIIe au XIe siècle, UNESCO, 1990
- Djibril Tamsir Niane (dir.), Histoire générale de l'Afrique, vol. 4 : L’Afrique du XIIe au XVIe siècle, UNESCO, 2000
- Bethwell Allan Ogot (dir.), Histoire générale de l'Afrique, vol. 5 : L'Afrique du XVIe au XVIIIe siècle, UNESCO, 1999
- Jacob Festus Adeniyi Ajayi (dir.), Histoire générale de l'Afrique, vol. 6 : L’Afrique au XIXe siècle jusque vers les années 1880, UNESCO, 1996
- Albert Adu Boahen (dir.), Histoire générale de l'Afrique, vol. 7 : L’Afrique sous domination coloniale, 1880-1935, UNESCO, 2000
- Ali A. Mazrui (dir.) et C. Wondji (codir.), Histoire générale de l'Afrique, vol. 8 : L'Afrique depuis 1935, UNESCO, 1998

- UNESCO, Histoire de l'humanité, vol. 1 : De la préhistoire aux débuts de la civilisation, 2000, 1658 p. (ISBN 978-92-3-202810-5, présentation en ligne)
- UNESCO (trad. de l'anglais), Histoire de l'humanité, vol. 4 : 600 - 1492, Paris, UNESCO / Edicef, coll. « Histoire plurielle », 2008, 1581 p. (ISBN 978-92-3-202813-6, présentation en ligne)
- UNESCO (trad. de l'anglais), Histoire de l'humanité, vol. 6 : 1789 - 1914, Paris, UNESCO / Edicef, coll. « Histoire plurielle », 2008, 1519 p. (ISBN 978-92-3-202815-0, présentation en ligne)

sans date
- « Les royaumes africains médiévaux » [PDF], Académie de Strasbourg

- Cheikh Anta Diop, L'Afrique noire précoloniale, Présence Africaine, 1960
- Joseph Ki-Zerbo, Histoire de l'Afrique noire, Hatier, 1978
- Théophile Obenga, Les Bantu, langues, peuples, civilisations, Présence Africaine, 1985
- Marc Ferro, Histoire des colonisations, des conquêtes aux indépendances (XIIIe : XXe siècle), Paris, Seuil, 1994
- Catherine Coquery-Vidrovitch, Les Africaines : histoire des femmes d'Afrique noire du XIXe au XXe siècle, Desjonquères, 1994
- Tidiane N'Diaye, Mémoire d'errance, Paris, Éditions A3, 1998, 206 p. (ISBN 978-2-84436-000-7)
- Tidiane N'Diaye, La longue marche des peuples noirs, Paris, Publibook, 2001, 293 p. (ISBN 978-2-7483-0021-5, présentation en ligne)
- Tidiane NDiaye
- Leclipse des dieux ( Édition idu Rocher serpent à plumes)
- John Iliffe, Les Africains : Histoire d'un continent, Flammarion, coll. « Champs histoire », 2002
- Marc Ferro, Le livre noir du colonialisme, Paris, Robert Laffont, 2003
- Philippe Lavachery, « À la lisière de la forêt : 10 000 ans d'interactions entre l'homme et l'environnement dans les Grassfields (Cameroun) », dans Alain Froment et Jean Guffroy (éds.), Peuplements anciens et actuels des forêts tropicales : actes du séminaire-atelier, IRD, 2003 (ISSN 0767-2896, lire en ligne), p. 89-102 — Colloque « Peuplements Anciens et Actuels des Forêts Tropicales : Séminaire-Atelier », 15 et 16 oct. 1998, Orléans
- Lazare Ki-Zerbo (sous la direction de) (préf. Abdou Diouf), Le mouvement panafricaniste au xxe siècle, Organisation internationale de la francophonie, 2013 (1re éd. 2004) (lire en ligne [PDF])
- Jacques Fremeaux, « Les contingents impériaux au cœur de la guerre », Histoire, économie et société, vol. 23, no 2 « La société, la guerre, la paix, 1911-1946 »,‎ 2004, p. 215-233 (DOI 10.3406/hes.2004.2417, lire en ligne, consulté le 20 juillet 2015)
- Jacques Marseille, Empire colonial et capitalisme français. Histoire d'un divorce, Albin Michel, 2005
- Tidiane N'Diaye, L'éclipse des Dieux, Paris, Éditions du Rocher, 2006, 317 p. (ISBN 978-2-268-05641-8)
- Isabelle Surun, « L’exploration de l’Afrique au XIXe siècle : une histoire pré coloniale au regard des postcolonial studies », Revue d'histoire du XIXe siècle, no 32,‎ 2006, p. 21-39 (DOI 10.4000/rh19.1089, lire en ligne, consulté le 19 juin 2015)
- Bernard Nantet, Dictionnaire de l’Afrique. Histoire, civilisation, actualité, Paris, Larousse (réimpr. 2008), 303 p. (ISBN 978-2-03-584301-2)
- Catherine Coquery-Vidrovitch, Petite histoire de l'Afrique, La Découverte, coll. « Cahiers libres », 2011, 144 p., epub (ISBN 978-2-7071-6725-5, présentation en ligne)
- (en) Roger Atwood, « The Nok of Nigeria », Archaeology, Archaeological Institute of America, vol. 64, no 4,‎ juillet-août 2011 (lire en ligne)
- Jean-Michel Severino et Olivier Ray, Le temps de l'Afrique, Odile Jacob, coll. « Poches Odile Jacob », 2011, 408 p., epub (ISBN 9782738126771)
- Jean I. N. Kanyarwunga, Dictionnaire biographique des Africains. Pour comprendre l'évolution et l'Histoire africaines, Bruxelles, Kinshasa, Le Cri, Buku, 2012, 832 p. (ISBN 978-2-87106-567-8)
- François-Xavier Fauvelle, Le rhinocéros d'or. Histoires du Moyen Âge africain, Gallimard, coll. « Folio / histoire », 2013
- Hélène d'Almeida-Topor, L'Afrique du 20e siècle à nos jours, Armand Colin, coll. « U », 2013, epub
- Yuval Noah Harari, Sapiens. Une brève histoire de l'humanité, Albin Michel, 2015, 512 p., epub (ISBN 978-2-226-33219-6, présentation en ligne)

### Décolonisation
- Bernard Droz, « Regards sur la décolonisation de l’Afrique Noire », Labyrinthe, no 16,‎ 2003, p. 9 à 18 (lire en ligne, consulté le 17 juillet 2015)
- Raoul Girardet, « L'apothéose de la « plus grande France » : l'idée coloniale devant l'opinion française (1930-1935) », Revue française de science politique, 18e année, no 6,‎ 1968, p. 1085-1114 (DOI 10.3406/rfsp.1968.393128, lire en ligne, consulté le 10 juillet 2015)
- Mongo Beti, Main basse sur le Cameroun. Autopsie d'une décolonisation, La Découverte, 2003 (1re éd. 1972)
- François-Xavier Verschave, Françafrique : Le plus long scandale de la République, Stock, 1998
- Antoine Glaser et Stephen Smith, Comment la France a perdu l'Afrique, Paris, Calmann-Lévy, 2005, 278 p. (ISBN 978-2-7021-3596-9)

## Esclavage
- Tidiane N'Diaye, Le Génocide Voilé : enquête historique, Paris, Gallimard, 2008, 253 p. (ISBN 978-2-07-011958-5)
- António de Almeida Mendes, « Les réseaux de la traite ibérique dans l'Atlantique nord (1440-1640) », Annales. Histoire, Sciences Sociales, no 4,‎ 2008, p. 739-768 (lire en ligne)
- Olivier Pétré-Grenouilleau, Les traites négrières. Essai d'histoire globale, Gallimard, coll. « Folio / Histoire », 2014 (1re éd. 2004), epub (ISBN 978-2-07-073499-3)
- Jacques Heers, Les négriers en terre d'islam : la première traite des Noirs, VIIe – XVIe siècle, Paris, Perrin, coll. « Tempus », 2003, 318 p. (ISBN 978-2-262-02764-3)
- Alphonse Quenum, Les Églises chrétiennes et la traite atlantique du XVe au XIXe siècle, Karthala, 2008 (présentation en ligne, lire en ligne)

## Environnement
- [Lamy 1995] Michel Lamy, L'eau de la nature et des hommes, Presses de l'université de Bordeaux, 1995
- Avenir de l’environnement en Afrique 2, PNUE, 2006 (lire en ligne [PDF])
- Afrique. Atlas d'un environnement en mutation, PNUE, 2008 (lire en ligne [PDF])
- C. de Wasseige, D. Devers, P. de Marcken, R. Eba'a Atyi, R. Nasi et Ph. Mayaux (éds.), Les Forêts du Bassin du Congo – État des Forêts 2008, Office des publications de l'Union européenne, 2009, 426 p. (ISBN 978-92-79-13211-7, DOI 10.2788/32456, lire en ligne)
- Évaluation des ressources forestières mondiales 2010, FAO (lire en ligne [PDF])
- Afrique. Atlas de l'eau. Résumé pour les décideurs, PNUE, 2011 (lire en ligne)
- Jean-Robert Pitte (dir.), Atlas de l'Afrique, Paris, Les éditions du Jaguar, 2011, 255 p. (ISBN 978-2-86950-465-3)
- Pierre Le Hir, « Les troubles du climat, source de conflits », Le Monde,‎ 3 août 2013 (lire en ligne)
- « Avenir de l'environnement en Afrique 3 » [PDF], PNUE, 2013
- C. de Wasseige, J. Flynn, D. Louppe, F. Hiol et Ph. Mayaux (éds.), Les forêts du bassin du Congo – État des Forêts 2013, Belgique, Weyrich, 2014, 328 p. (ISBN 978-2-87489-298-1, lire en ligne)
- L'état de l’insécurité alimentaire dans le monde 2014 en bref, FAO (lire en ligne [PDF])
- L'état de l'insécurité alimentaire dans le monde, en bref 2015, FAO, FIDA, PAM, 2015 (lire en ligne), p. 2-3

## Économie
- Le développement économique en Afrique 2012 : transformation structurelle et développement durable en Afrique, CNUCED (lire en ligne)
- Le développement économique en Afrique 2013 : commerce intra-africain : libérer le dynamisme du secteur privé, CNUCED (lire en ligne)
- Le développement économique en Afrique 2014 : catalyser l'investissement pour une croissance transformatrice en Afrique, CNUCED (lire en ligne)
- Le développement économique en Afrique 2015 : libérer le potentiel du commerce des services en Afrique pour la croissance et le développement, CNUCED (lire en ligne)
- Le développement économique en Afrique 2016 : dynamique de la dette et financement du développement en Afrique, CNUCED (lire en ligne)

- Sylvie Brunel, Asie, Afrique : grenier vides, greniers pleins, Economica, coll. « Économie agricole », 1986.
- Daniel Amara Cissé, Histoire économique de l'Afrique noire. Des origines à 1794, L'Harmattan - Presses universitaires et scolaires d'Afrique, 1988, epub
- Sylvie Brunel, L'Afrique. Un continent en réserve de développement, Bréal, 2004, 235 p. (ISBN 978-2-84291-866-8, présentation en ligne)
- Sylvie Brunel, L'Afrique dans la mondialisation, La documentation française, coll. « La documentation photographique » (no 8048), 2005
- OCDE, Rapport Afrique de l’Ouest 2007-2008, décembre 2008 (lire en ligne [PDF])
- Rapport sur le développement en Afrique 2008/2009, Banque africaine de développement (lire en ligne [PDF])
- Gareth Austin, « Développement économique et legs coloniaux en Afrique », International Development Policy - Revue internationale de politique de développement, no 1,‎ 2010 (DOI 10.4000/poldev.135, lire en ligne)
- Perspectives économiques en Afrique 2011, OECD, African Development Bank, United Nations Economic Commission for Africa, United Nations Development Programme, 2011 (lire en ligne).
- Armelle Choplin, Matière grise de l'urbain : La vie du ciment en Afrique, Genève, MétisPresses, 2020, 252 p. (ISBN 978-2-940-56374-6, lire en ligne)
- Jean-Pierre Cling, Stéphane Lagrée, Mireille Razafindrakoto et François Roubaud, L’économie informelle dans les pays en développement, Agence française de développement, coll. « Conférences et Séminaires » (no 6), décembre 2012 (lire en ligne [PDF])
- Valentine Rugwabiza (D.G.A. de l'OMC), « L’Afrique devrait commercer davantage avec l’Afrique pour assurer la croissance future », OMC, 12 avril 2012
- Emmanuel Matteudi (préf. Jean-Michel Severino), Les enjeux du développement local en Afrique, ou comment repenser la lutte contre la pauvreté, Paris, L'Harmattan, coll. « La Librairie des Humanités », 2012, 200 p. (ISBN 978-2-336-00447-1, présentation en ligne)
- Perspectives économiques en Afrique 2013, BAFD, OCDE, PNUD (lire en ligne [PDF])
- Philippe Hugon, L'économie de l'Afrique, Paris, La Découverte, 2013, 7e éd., 126 p. (ISBN 978-2-7071-7638-7)
- Rapport annuel 2014 de la Banque mondiale, Banque mondiale (lire en ligne)
- Rapport OMD 2014 : Évaluation des progrès accomplis en Afrique dans la réalisation des objectifs du Millénaire pour le développement. Analyse de la Position commune africaine sur le programme de développement pour l’après-2015, ONU - Union africaine - BAFD - PNUD, 2014 (lire en ligne [PDF])
- Sylvie Brunel, L'Afrique est-elle si bien partie ?, Auxerre, Éditions sciences humaines, octobre 2014, 183 p., epub (ISBN 978-2-36106-217-0)
- Rapport OMD 2015. Évaluation des progrès réalisés en Afrique pour atteindre les objectifs du millénaire pour le développement, ONU (commission économique pour l'Afrique) - BAFD - Union africaine - PNUD, 2015 (lire en ligne [PDF])
- Rapport sur la compétitivité en Afrique 2015, BAFD, Forum économique mondial, Banque mondiale, OCDE, 2015 (lire en ligne [PDF])
- Bureau international du travail, « 2. Mesure de l'économie informelle », dans Économie informelle et travail décent : guide de ressources sur les politiques, soutenir les transitions vers la formalité (lire en ligne)
- Carlos Lopes, « Miser sur l’industrie extractive en Afrique pour une transformation économique inclusive », Passerelles, ICTSD, vol. 16, no 2,‎ 28 avril 2015 (lire en ligne)
- Henry Veltmeyer, Des outils pour le changement : Une approche critique en études du développement, University of Ottawa Press, 2015 (présentation en ligne)
- (en) « Unlocking Africa tourism potential », Africa tourism monitor 2015, BAFD, NYU, Africa Travel Association,‎ octobre 2015 (lire en ligne)
- Perspectives économiques en Afrique 2016, BAFD, OCDE, PNUD (lire en ligne [PDF])
- Axelle Fofana, « La classe moyenne africaine monte en puissance », Les Échos,‎ 16 avril 2015 (lire en ligne)
- Axelle Fofana, « L'émergence d'une classe moyenne africaine », sur bsi-economics.org, 17 mars 2015
- Morgane Le Cam, « La taille de la classe moyenne africaine divise les experts », Le Monde,‎ 19 juin 2015 (lire en ligne).

## Politique
- Georges Balandier, « Réflexions sur le fait politique : le cas des sociétés africaines », Cahiers internationaux de sociologie, Les Presses universitaires de France, vol. 37,‎ juillet-décembre 1964, p. 23-50 (lire en ligne)
- Philippe Hugon, « Le rôle des ressources naturelles dans les conflits armés africains », Hérodote, vol. 3, no 134,‎ 2009, p. 63-79 (DOI 10.3917/her.134.0170, lire en ligne)
- Bernard Calas, « Introduction à une géographie des conflits… en Afrique », Les Cahiers d’Outre-Mer, no 255,‎ juillet-septembre 2011 (lire en ligne)
- Philippe Hugon, Géopolitique de l'Afrique, Armand Colin, 2013, 3e éd., 128 p., epub (ISBN 978-2-200-28889-1)
- Eugène Berg, « La nouvelle géopolitique des conflits », Géoéconomie, vol. 5, no 72,‎ 2014, p. 215-230 (DOI 10.3917/geoec.072.0215, lire en ligne)
- Michel Foucher, Frontières d'Afrique. Pour en finir avec un mythe, CNRS éditions, 2014, 64 p., epub (ISBN 978-2-271-08657-0, présentation en ligne)
- Ladji Ouattara, « Frontières africaines 1964-2014. Le défi de l'intangibilité », Diploweb,‎ 12 mars 2015 (lire en ligne)
- Ousmane Ndiaye, L’Afrique contre la démocratie Mythes, déni et péril, Revue Neuve, 2025.  (ISBN 978-2-36013-739-8)

## Agriculture
- Guy-Adjété Kouassigan, L'homme et la terre : droits fonciers coutumiers et droit de propriété en Afrique occidentale, ORSTOM, coll. « L'Homme d'outre-mer / nouvelle série » (no 8), 1966 (lire en ligne)
- Philippe Hugon, « L’agriculture en Afrique subsaharienne restituée dans son environnement institutionnel », dans Claude Auroi et Jean-Luc Maurer (éds.), Tradition et modernisation des économies rurales : Asie-Afrique-Amérique latine, Graduate Institute Publications, 1998 (lire en ligne), p. 205-237
- (en + fr + es) J.W. Bruce, « African tenure models at the turn of the century: individual property models and common property models - Tenure individuelle et collective en Afrique - La tenencia individual y colectiva en África », Journal of land reform, land settlement and cooperatives, FAO, no 1,‎ 2000 (ISSN 0251-1894, lire en ligne)
- Suffyan Koroma, Victor Mosoti, Henry Mutai, Adama Coulibaly et Massimo Iafrate, Vers un marché commun africain pour les produits agricoles, Rome, FAO, 2008, 231 p. (ISBN 978-92-5-206028-4, lire en ligne [PDF])
- Christian Bouquet, « L’État en Afrique. Géographie politique de la maîtrise des territoires », L’Espace Politique, vol. 1, no 7,‎ 2009 (lire en ligne, consulté le 13 juin 2016)
- Alain Rochegude, « La terre, objet et condition des investissements agricoles. Quels droits fonciers pour l'Afrique ? », Afrique contemporaine, no 237,‎ 2011, p. 85-96 (DOI 10.3917/afco.237.0085, lire en ligne)
- NEPAD, Les agricultures africaines, transformations et perspectives, 2013 (lire en ligne)

## Pêche et aquaculture
- Worldfish center, Le poisson et la sécurité alimentaire en Afrique, 2005 (lire en ligne)
- Didier Paugy, Christian Levêque et Isabelle Mouas, Poissons d'Afrique et peuples de l'eau, IRD éditions, 2015
- FAO, La situation mondiale des pêches et de l'aquaculture 2016, 2016 (lire en ligne)

## Religion
- Ravane Mbaye, « L'Islam noir en Afrique », Tiers-Monde, vol. 23, no 92 « L'Islam et son actualité pour le Tiers Monde »,‎ 1982, p. 831-838 (lire en ligne)
- Jean-Claude Barbier et Élisabeth Dorier-Apprill, « Les forces religieuses en Afrique noire : un état des lieux », Annales de Géographie, vol. 105, no 588,‎ 1996, p. 200-210 (lire en ligne)
- Zanga Youssouf Sanogo et Nabé-Vincent Coulibaly, « Croyances animistes et développement en Afrique subsaharienne », Horizons philosophiques, vol. 13, no 2,‎ printemps 2003, p. 139-152 (DOI 10.7202/801242ar, lire en ligne [PDF])
- Jean-Joseph Fané, « La Religion traditionnelle est-elle une réalité du passé ? », Société des missionnaires d'Afrique (pères blancs), 2 avril 2005
- Michel Rouche, Les origines du christianisme : 30-451, Paris, Hachette, 2007, 208 p. (ISBN 978-2-01-145755-4)
- René Tabard, « Théologie des religions traditionnelles africaines », Recherches de Science Religieuse, vol. 3, t. 96,‎ 2008, p. 327-341 (lire en ligne)

## Sociologie
- Cheikh Anta Diop, Nations nègres et culture, Présence Africaine, 1954
- Georges Balandier, Sociologie actuelle de l'Afrique noire. Dynamique des changements sociaux en Afrique centrale, Paris, PUF, 1984 (1re éd. 1955)
- Cheikh Anta Diop, L'unité culturelle de l'Afrique noire, Présence Africaine, 1960
- Jacques J. Maquet, « Une hypothèse pour l’étude des féodalités africaines », Cahiers d'études africaines, vol. 2, no 5,‎ 1961, p. 292-314 (lire en ligne)
- Guy Nicolas, « Crise de l'État et affirmation ethnique en Afrique noire contemporaine », Revue française de science politique, vol. 22, no 5,‎ 1972, p. 1017-1048 (DOI 10.3406/rfsp.1972.418947, lire en ligne)
- Catherine Coquery-Vidrovitch, « Mode de production, histoire africaine et histoire comparée », Revue française d'histoire d'outre-mer, t. 65, no 240,‎ 3e trimestre 1978, p. 355-362 (DOI 10.3406/outre.1978.2131, lire en ligne)
- Honorat Aguessy, Cadre théorique : Les concepts de tribu, ethnie, clan, pays, peuple, nation, État, etc. et les sociétés africaines (Colloque « Problématique de l'État en Afrique noire », Dakar, 30 novembre - 6 décembre 1981), UNESCO, 1981 (lire en ligne)
- Cheikh Anta Diop, Civilisation ou Barbarie, Présence Africaine, 1981
- Guy Ankerl, Urbanisation rapide en Afrique Tropicale, Paris-Abidjan, Berger-Levrault, 1987 (ISBN 978-2-7013-0673-5)
- Alain Testart, « Propriété et non-propriété de la Terre. L'illusion de la propriété collective archaïque (1re partie) », Études rurales, nos 165-166,‎ 2003, p. 209-242 (lire en ligne)
- Richard Kuba, « La grammaire rituelle des hiérarchies : migrations et chefs de terre dans une société segmentaire (Burkina Faso) », Autrepart, vol. 2, no 30,‎ 2004, p. 63-76 (DOI 10.3917/autr.030.0063, lire en ligne)
- Georg Lutz et Wolf Linder, Structures traditionnelles dans la gouvernance locale pour le développement local, Université de Berne - Banque mondiale, 2004 (lire en ligne)
- Jean Derive, « L'Afrique : mythes et littérature », dans D. Chauvin, A. Siganos et P. Walter, Questions de mythocritique, Imago, 2005 (lire en ligne), p. 11-20
- Alain Marie, « Communauté, individualisme, communautarisme : hypothèses anthropologiques sur quelques paradoxes africains », Sociologie et sociétés, vol. 39 « Sociétés africaines en mutation : entre individualisme et communautarisme / Mutating African Societies: Between Individualism and Communitarism », no 2,‎ automne 2007, p. 173-198 (DOI 10.7202/019089ar, lire en ligne)
- Lesley Nicole Braun, « Les jeunes en Afrique, créateurs de nouvelles cultures populaires », Le Monde,‎ 15 avril 2016 (lire en ligne)
- Claude-Hélène Perrot, « Les autorités traditionnelles et l’État moderne en Afrique Subsaharienne au début du XXIe Siècle », Cadernos de Estudos Africanos, nos 16/17,‎ 2009, p. 15-33 (DOI 10.4000/cea.179, lire en ligne)

## Linguistique
- (en) Christopher Ehret, A Historical-Comparative Reconstruction of Nilo-Saharian, Cologne, Rüdiger Köppe, coll. « Sprache und Geschichte in Afrika » (no 12), 2001, 663 p. (ISBN 3-89645-098-0)
- Lionel M. Bender, « Nilo-Saharien », dans Bernd Heine et Derek Nurse (dir.), Les langues africaines, Paris, Karthala, 2004 (1re éd. 2000) (ISBN 2-84586-531-7), p. 55-120

## Art
- Louis Perrois, « Afrique noire (Arts) - Un foisonnement artistique », Encyclopædia Universalis en ligne (consulté le 5 septembre 2016)
- Olivier Bonfait, « Collectionnisme », Encyclopædia Universalis en ligne (consulté le 8 septembre 2016)
- « Tsodilo », UNESCO, site du patrimoine mondial
- David Livingstone, Explorations dans l'Afrique australe, Hachette, 1859 (lire en ligne)
- Denise Paulme, « Morphologie du conte africain », Cahiers d'études africaines, vol. 12, no 45,‎ 1972, p. 131-163 (lire en ligne)
- Ola Balogun, Pathé Diagne, Honorat Aguessy et Alpha I. Sow, Introduction à la culture africaine, UNESCO, 10/18, 1977 (lire en ligne)
- Christiane Seydou, « Épopée et identité : exemples africains », Journal des africanistes, vol. 58, no 1,‎ 1988, p. 7-22 (lire en ligne)
- Louis Perrois, « Pour une anthropologie des arts de l'Afrique noire », dans W. Schmalenbach (dir.), Arts de l'Afrique noire dans la collection Barbier-Mueller, Nathan, 1988 (lire en ligne), p. 27-43
- (en + fr) Nick Walter, « L'art rupestre du Botswana », INORA (international newsletter on rock art - lettre internationale d'information sur l'art rupestre), ICOMOS/UNESCO, no 5,‎ 1993, p. 23 (lire en ligne)
- Peter Mark, « Est-ce que l'art africain existe ? », Revue française d'histoire d'outre-mer, t. 85, no 318,‎ 1er trimestre 1998, p. 3-19 (DOI 10.3406/outre.1998.3599)
- (en) C.S. Henshilwood, F. d'Errico, R. Yates, Z. Jacobs, C. Tribolo, G.A.T. Duller, N. Mercier, J. Sealy, H. Valladas, I. Watts, I. et A.G. Wintle, « Emergence of modern human behavior : Middle Stone Age engravings from South Africa », Science, vol. 295,‎ 15 février 2002, p. 1278-1280 (DOI 10.1126/science.1067575, lire en ligne)
- Nadine Martinez, Formes et sens de l'art africain : Les surfaces planes dans les œuvres d'art des Dogon, Bamana et Sénoufo du Mali, de la Côte d'Ivoire et du Burkina Faso, L'Harmattan, 2003 (lire en ligne), p. 6
- (en) Janette Deacon (éd.), The future of african's past (proceeding of the 2004 TARA rock art conference Nairobi), Trust african rock art, 2005 (lire en ligne)
- Francesco d'Errico, « L'origine de l'humanité et des cultures modernes. Le point de vue de l'archéologie », Diogène, no 214,‎ 2006, p. 147-159 (DOI 10.3917/dio.214.0147, lire en ligne)
- (en) M. Vanhaeren, F. d'Errico, C. Stringer, S.L. James, J.A. Todd et H.K. Mienis, « Middle Paleolithic Shell Beads in Israel and Algeria », Science, vol. 312, no 5781,‎ 2006, p. 1785-1788
- Steven L. Kuhn et Mary C. Stiner, « Les parures au paléolithique. Enjeux cognitifs, démographiques et identitaires », Diogène, no 214,‎ 2006, p. 47-58 (DOI 10.3917/dio.214.0047, lire en ligne)
- Laurent Wolf, « L'art contemporain à l'heure de la mondialisation », Études, vol. 406,‎ 2007, p. 649-658 (lire en ligne)
- (en) G. Chesi et G. Merzeder, The Nok Culture : Art in Nigeria 2500 Years Ago, Prestel Publishing, 2007 (ISBN 978-3-7913-3646-6)
- Jean-François Dortier, « La découverte du premier rite humain ? », Sciences humaines,‎ 16 janvier 2007 (lire en ligne)
- « Découverte de parures parmi les plus anciennes au monde », CNRS Le journal,‎ 6 juin 2007 (lire en ligne)
- Jean Derive, Place et rôle de l’oralité dans la critique littéraire africaniste, CNRS/INALCO, Laboratoire Langage, Langues et Cultures d’Afrique Noire (LLACAN), 2008 (lire en ligne)
- Frédérique Briard, Tiken Jah Fakoly : L'Afrique ne pleure plus, elle parle, Les arènes, 2008
- Henri de Lumley, « Les grandes étapes de l’aventure culturelle de l’Homme. Émergence de la conscience », Comptes rendus des séances de l'Académie des Inscriptions et Belles-Lettres, vol. 152, no 1,‎ 2008, p. 253-259 (lire en ligne)
- Lilyan Kesteloot et Bassirou Dieng, Les épopées d'Afrique noire, Karthala, 2009
- Vincent Hecquet, « Littératures orales africaines », Cahiers d'études africaines, no 195,‎ 2009, p. 833-840 (lire en ligne)
- (en) BBC, « A history of the world - Ife head », sur bbc.co.uk, 2010
- Boubacar Traoré, « Les processus socio-historiques à l'œuvre dans les arts contemporains africains », sur africultures.com, 8 juin 2010 (consulté le 29 septembre 2016)
- « Art africain », Académie de Reims, 2011
- János Riesz, « Le discours sur l’« art nègre » : modèle de la réception de la future littérature nègre ? », dans Littératures noires (Actes du Colloque international de littérature, musée du quai Branly et Bibliothèque nationale de France, 29-30 janvier 2010), coll. « Les actes », 2011 (lire en ligne)
- (en) Christopher S. Henshilwood et Francesco d'Errico, Homo symbolicus : the dawn of language, imagination and spirituality, Amsterdam & Philadelphie, John Benjamins Publishing, 2011 (présentation en ligne)
- Jean-Jacques Breton, Les arts premiers, PUF, coll. « Que sais-je ? » (no 3817), 2012, 2e éd., epub
- Lilyan Kesteloot, « La littérature négro-africaine face à l'histoire de l'Afrique », Afrique contemporaine, no 241,‎ 2012, p. 43-53 (DOI 10.3917/afco.241.0043, lire en ligne)
- Altaïr Despres, « Visibilité et légitimation de l’Afrique dans le champ de la danse contemporaine », Homme et migrations, no 1297,‎ 2012, p. 116-126 (lire en ligne)
- Marian Vanhaeren et Francesco d'Errico, Aux origines de la parure, Pour la science, coll. « Dossier Pour la science » (no 76), juillet-septembre 2012 (présentation en ligne)
- Soro Solo, Le Mvett, épopée africaine (Émission « L'Afrique enchantée »), France Inter, 24 mars 2013, audio, 59 min (écouter en ligne)
- Jean-Loïc Le Quellec, « Périodisation et chronologie des images rupestres du Sahara central », Préhistoires Méditerranéennes, no 4,‎ 2013 (lire en ligne)
- Léo Pajon, « Peinture : Picasso envoûté par les fétiches », Jeune Afrique,‎ 2 janvier 2015 (lire en ligne)
- Patrick Paillet, « Art et comportements symboliques au Paléolithique :  quelques points de vue actuels », Collection de tirés-à-part de la bibliothèque de l'I.P.H.,‎ 2015 (lire en ligne)
- Claire Barbuti, « Diaspora : ces artistes en guerre contre les clichés », Le Point Afrique,‎ 24 septembre 2015 (lire en ligne)
- Juliette Rengeval, « La belle santé du marché de l'art africain », RFI, 19 juillet 2015
- Éloi Rousseau et Johann Protais, Chefs-d'œuvre de l'art africain, Larousse, 2016
- Ursula Baumgardt, Entretien scientifique avec Ursula Baumgardt, INALCO, 13 avril 2016, audio, 13 min 21 s (écouter en ligne)
- Yves Le Fur et al. (préf. Stéphane Martin), Les forêts natales : Arts d'Afrique équatoriale atlantique, Paris, Actes Sud, 4 octobre 2017, 384 p. (ISBN 978-2-330-05705-3 et 2-330-05705-9)

## Sport
- Jean-Pierre Augustin, « Éléments géopolitiques du sport africain », Les Cahiers d’Outre-Mer, no 250,‎ avril-juin 2010 (DOI 10.4000/com.5922, lire en ligne).

## Fiction
- Camara Laye, L'Enfant noir, Plon, 1953
- Eza Boto, Ville cruelle, Présence africaine, 1954
- Ahmadou Kourouma, Les Soleils des indépendances, Seuil, 1970

## Filmographie
- Pierre Kipré, L'Afrique et ses avenirs, Vanves, Service du Film de Recherche Scientifique, Glen Roudaut, 2000, [vidéo], 68 minutes — Conférence filmée à l'Université de tous les savoirs.
- Alain Jomier, Frédéric Lernoud et Natacha Nisic, Continent Afriques : le dessous des cartes, Arte France, 2008, [vidéo], 160 minutes.
- Chris Marker et Alain Resnais, Les statues meurent aussi (documentaire), 1953, [vidéo], 30 minutes (lire en ligne).
- Le XXIe siècle sera le siècle de l'Afrique (Interview de Jacques Attali par Al Qarra TV), 22 mars 2013, [vidéo], 8 min (lire en ligne).
- [vidéo] « L'Afrique : zones de croissance », sur YouTube, Le Dessous des cartes.